# 1125
| Calendário gregoriano                                                        | 1125 MCXXV                                            |
| Ab urbe condita                                                              | 1878                                                  |
| Calendário arménio                                                           | 574 – 575                                             |
| Calendário bahá'í                                                            | -719 – -718                                           |
| Calendário budista                                                           | 1669                                                  |
| Calendário chinês                                                            | 3821 – 3822 Início a 7 de fevereiro (aproximadamente) |
| Calendário copta                                                             | 841 – 842                                             |
| Calendário etíope                                                            | 1117 – 1118                                           |
| Calendários hindus - Vikram Samvat - Calendário nacional indiano - Cáli Iuga | 1180 – 1181 1046 – 1047 4225 – 4226                   |
| Calendário Holoceno                                                          | 11125                                                 |
| Calendário islâmico                                                          | 519 – 520                                             |
| Calendário judaico                                                           | 4885 – 4886                                           |
| Calendário persa                                                             | 503 – 504                                             |
| Calendário rúnico                                                            | 1375                                                  |
| Calendário solar tailandês                                                   | 1668                                                  |

1125 (MCXXV, na numeração romana) foi um ano comum do século XII do Calendário Juliano, da Era de Cristo, e a sua letra dominical foi D (53 semanas), teve início a uma quinta-feira e terminou também a uma quinta-feira.
No território que viria a ser o reino de Portugal estava em vigor a Era de César que já contava 1163 anos.
| Ano completo                        |
| ----------------------------------- |
| Ano comum com início à quinta-feira |

## Eventos
- Instalada a cátedra de astrologia na Universidade de Bolonha.
- Data da investidura de D. Afonso Henriques como armado cavaleiro em Zamora.

## Nascimentos
- Mafalda de Saboia, primeira rainha de Portugal (m. 1157)
- Pedro I de Courtenay (m. 1182) foi senhor de Courtenay.
- Gerardo I de Mâcon (m. 1184) foi conde de Mâcon e de Viena.
- Aimão I de Faucigny (m. 1160) foi Senhor de Faucigny.
- Pelaio Dias Amado, Rico-homem e Cavaleiro medieval português.
- Reinaldo de Châtillon m. 1187 foi príncipe de Antioquia.

## Mortes
- 19 de Maio - Vladimir II Monômaco, grão-príncipe de Quieve n. 1052.